# ويندوز فورمز
ويندوز فورمز هي تقنية لإنشاء برامج ذات واجهات رسومية للمستخدم تعتمد على الأزرار وأدوات الإدخال مثل الـ(صندوق النص) (textbox) وتتميز بالألوان والصور وسهولة التعامل مع البرامج من نوعيتها
التقنية من إنتاج شركة مايكروسوفت بديلا للتعامل مع الكونسول أو الـ موجه الأوامر، أو التي تعرف بالشاشة السوداء وهي واجهة نظام التشغيل القديم نظام الدوس (Dos os)